# Tratto
Der Tratto war ein Volumenmaß für Bau- und Nutzholz; für das Brennholz galt der Pesata. Eigentlich ein sizilianisches Maß, so war es dennoch auf Malta und Gozo beschränkt.
- 1 Tratto = 12 Kubik-Palmo/Palmo cubo ≈ 205 Liter